# Disphyma australe
Disphyma australe är en isörtsväxtart. Disphyma australe ingår i släktet Disphyma och familjen isörtsväxter.

## Underarter
Arten delas in i följande underarter:
- D. a. australe
- D. a. stricticaule